# Pseudoyersinia pilipes
Pseudoyersinia pilipes es una especie de mantis de la familia Mantidae.

## Distribución geográfica
Es endémica de La Gomera, Islas Canarias (España).